# Goodhope (baie)
Pour les articles homonymes, voir Goodhope.
La baie Goodhope est une baie d'Alaska, aux États-Unis situé dans le borough de Northwest Arctic.

## Description
Elle est située sur le golfe de Kotzebue dans la mer des Tchouktches et fait 16 milles (26 km) de long. Elle se trouve sur la côte nord de la péninsule de Seward, à 30 milles (48 km) à l'ouest de Deering.
Son nom lui a été donné par Otto von Kotzebue qui a exploré la région en août 1816, et qui avait bon espoir (good hope) d'y faire d'importantes découvertes géographiques.

## Sources
- (en) Cet article est partiellement ou en totalité issu de l’article de Wikipédia en anglais intitulé « Goodhope Bay » (voir la liste des auteurs).